# Sant’Eustachio (Rom)
Koordinaten: 41° 53′ 55,2″ N, 12° 28′ 32,6″ O
Die Kirche Sant’Eustachio ist eine römisch-katholische Titeldiakonie und eine Basilica minor in Rom. Sie ist dem Heiligen Eustachius, einem Märtyrer und Nothelfer (Patrozinium 20. September), geweiht, und befindet sich an der Via di Sant’Eustachio, in einem Block westlich des Pantheon, und an der Via della Rotonda, in einem Block östlich von Sant’Ivo alla Sapienza und der Via della Dogana Vecchia. Der VIII. Rione (Stadtteil) Roms ist nach der Kirche Sant’Eustachio benannt.

## Geschichte
Vermutlich entstand die Kirche im 8. Jahrhundert, eventuell auch etwas früher. Sie wurde am Ende des Pontifikates von Papst Gregor II. als Diakonie genannt und ist auch in einigen Dokumenten aus dem 10. und 11. Jahrhundert erwähnt. Dort wurde sie als „in platana“ (zwischen den Platanen) erwähnt, was sich auf die Bäume im Garten des heiligen Märtyrers Eustance bezieht. An derselben Stelle befand sich ein Oratorium Kaiser Konstantins I. Es wurde als „ad Pantheon in regione nona e iuxta templum Agrippae“ (am Pantheon im IX. Quartier und in der Nähe des Tempels des Agrippa) beschrieben.
Die Kirche wurde im Mittelalter restauriert und ein Campanile daneben errichtet. Am Ende des 12. Jahrhunderts wurden während des Pontifikats von Papst Coelestin III. (1191–1198) Reliquien des heiligen Eustachio dort hinterlegt und die Kirche ihm geweiht. Der spätere Heilige Philipp Neri liebte dieses Gotteshaus, in dem er sich oft zum Verinnerlichen und zum Gebetesprechen aufhielt. Im 17. und 18. Jahrhundert wurde die Kirche komplett umgebaut. Nur der alte Campanile blieb erhalten. Zu den vielen Architekten, die am barocken Neubau beschäftigt waren, scheint auch Francesco Borromini zu gehören. Von ihm existieren Zeichnungen in der Albertina in Wien, die Sant Eustachio zugeordnet werden können, und auch in einer Chronik des 18. Jahrhunderts wurde darauf verwiesen.
Zu den am Bau beschäftigten Architekten gehören Cesare Corvara und Giovanni Battista Contini (1641–1723), der – letzterer – Kapellen und den Portikus hinzufügte, Antonio Canevari (1681–1750), Nicola Salvi (1697–1751) und ab 1728 Giovanni Domenico Navone. Der Altar wurde 1739 von Nicola Salvi gefertigt. Er besteht aus Bronze und aus mehrfarbigem Marmor. Ferdinando Fuga errichtete dafür 1749 einen Baldachin. Der Chor und die Sakristei wurden von Canevari entworfen und von Giovani Moscati gebaut.
Im Jahr 1918 wurde die Kirche zur Basilica minor erhoben.

## Fassade

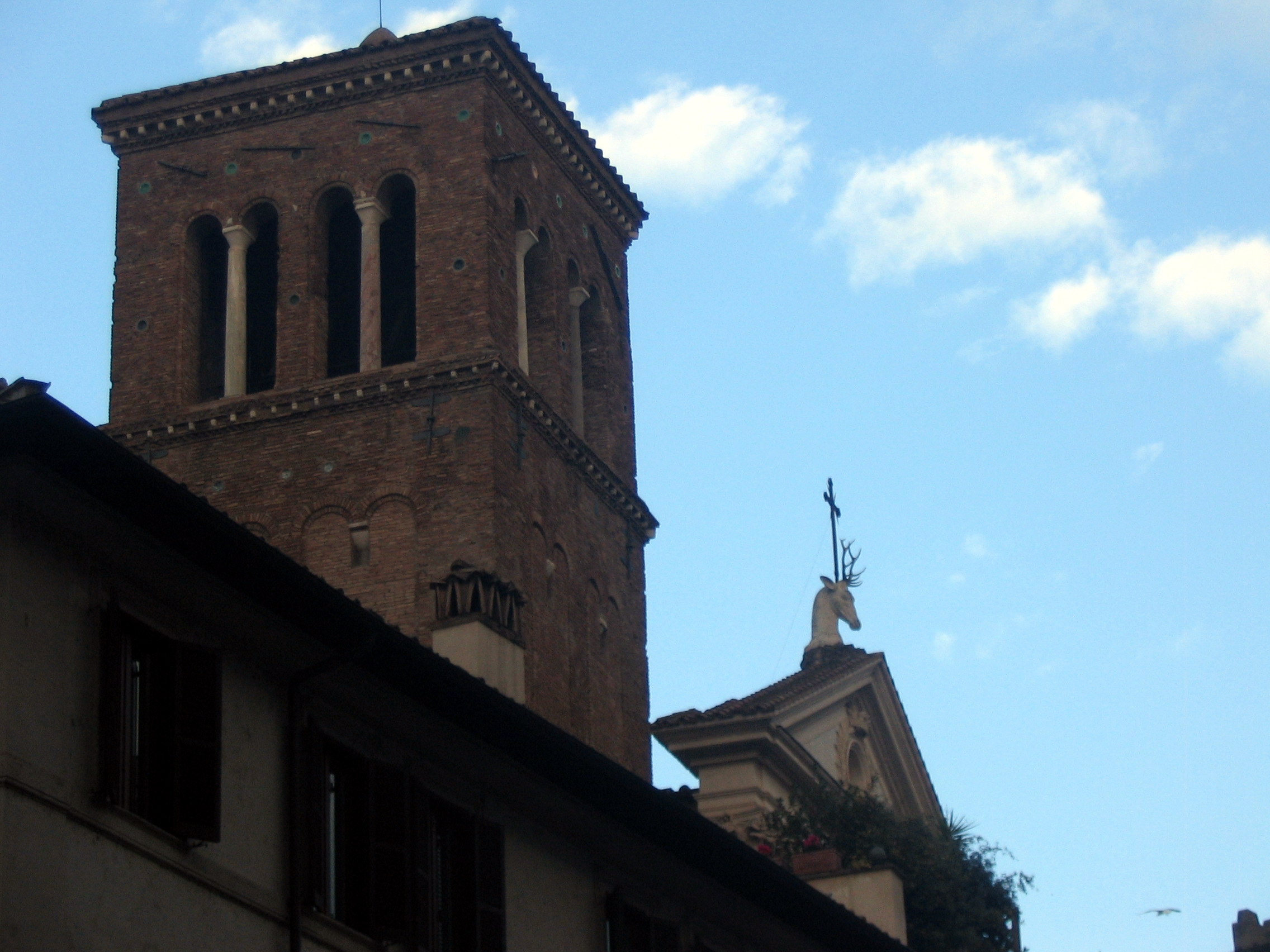
Kampanile und der Giebel mit einem Hirschgeweih mit einem Kreuz in der Mitte

Die Fassade, gebaut unter der Leitung von Cesare Corvara († 1703) und Mitwirkung weiterer Architekten, besteht aus zwei Abschnitten, wobei der obere Teil etwas zurückgesetzt ist. Der untere Teil ist mit vier Pilastern und zwei Säulen, alle mit ionischem Kapitell und einem kleinen Hirschkopf in der Mitte versehen. Die Spiralen der Voluten sind mit kleinen Lorbeerkränzen verbunden. Auf der rechten Seite wurde 1495 eine Tafel zur Erinnerung an die Tiberflut, die bis an die Basilika reichte, angebracht.
Der obere Abschnitt wird durch vier Pilaster mit einer großen Spirale auf jeder Seite geteilt. Oben befindet sich ein dreieckiger Giebel mit in der Mitte kreisförmigen Fenstern, die von Palmästen umgeben sind und von einer Krone überragt werden. Ein Hirschkopf auf dem Giebel trägt ein Kreuz zwischen dem Geweih.
Der quadratische romanische Campanile befindet sich an der linken Seite auf der Rückseite der Kirche. Er wurde 1196 gebaut. Der untere Teil ist älter und wird auf ca. 1090 datiert.

## Innenraum

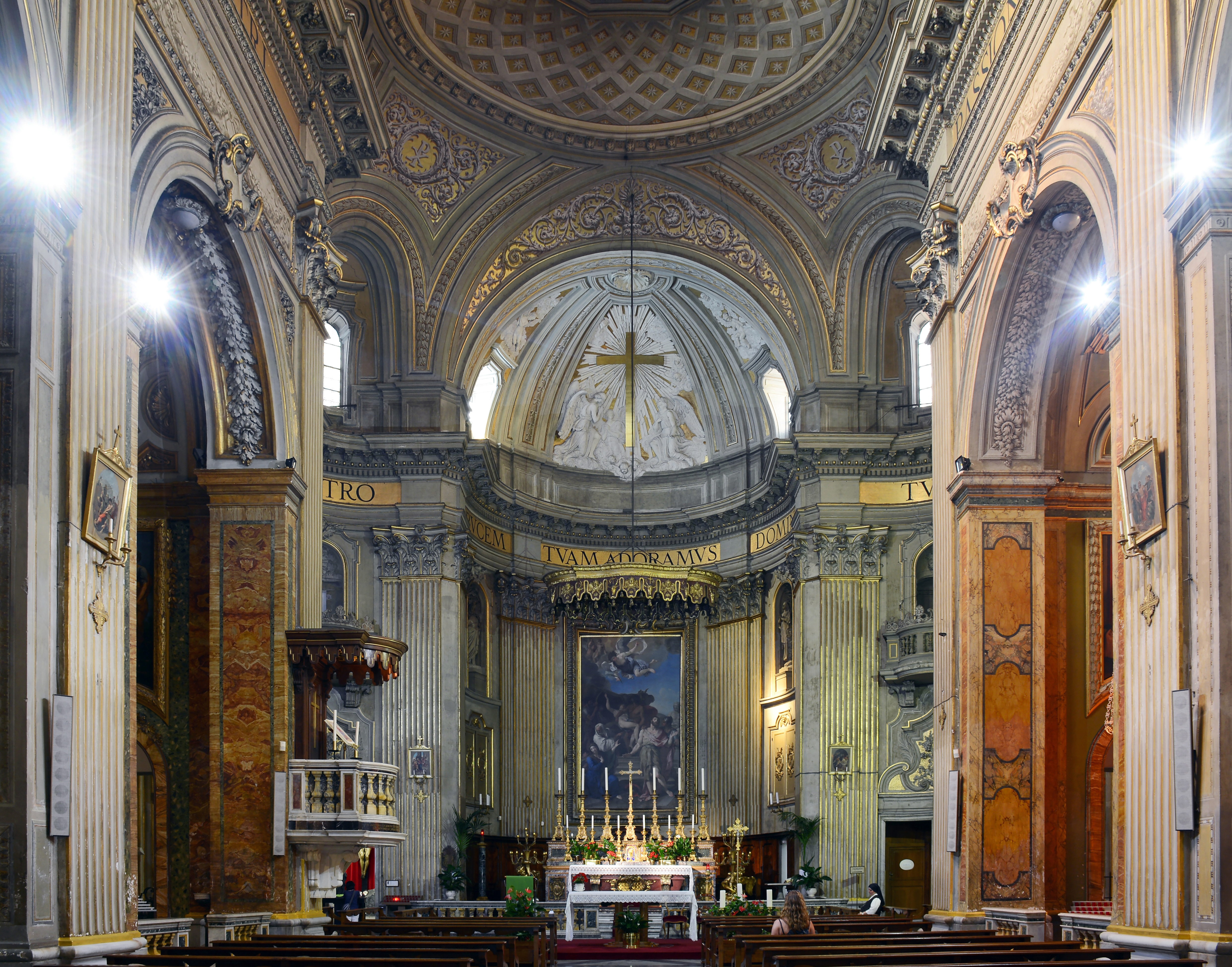
Der Hauptaltar

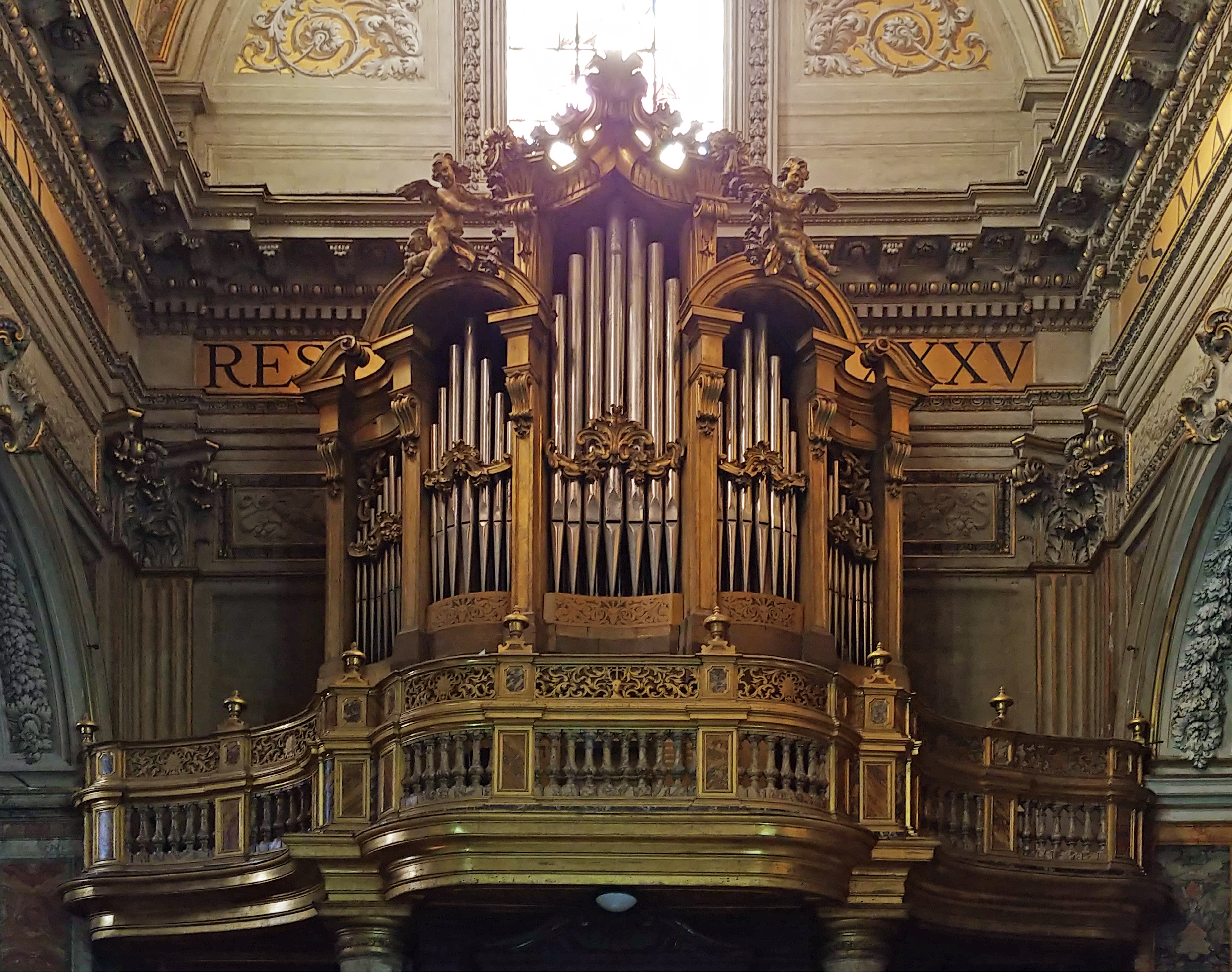
Orgel

Das Kirchenschiff hat einen kreuzförmigen Grundriss. Es wurde von Cesare Corvara und Antonio Canevari im hochbarocken Stil ausgeführt. Das Kirchenschiff ist auf jeder Seite von drei Pilastern eingerahmt, die mit geriffeltem weißem Marmor geschmückt sind und von zusammengesetzten Kapitellen abgeschlossen werden.
Das Rippengewölbe ist mit Blumen und Blättern verziert. In der Kreuzung der Kuppel ist der Heilige Geist dargestellt.
Der Hochaltar wurde von Kardinal Neri Maria Corsini beim Architekten Nicola Salvi in Auftrag gegeben. Der Altar besteht aus einer eleganten und raffinierten Synthese von Marmor und vergoldetem Metall. Die Altarplatte ruht auf einem Gefäß aus Porphyr mit den Reliquien des Heiligen Eustachius. Francesco Ferdinandi (1679–1740) malte 1727 das Altarbild, welches l’Imperiali genannt wird. Es stellt das Martyrium des Heiligen Eustachius und seiner Familie dar, die im Jahre 118 in einer bronzenen Stierskulptur mit siedendem Wasser zu Tode gekocht wurden. Der vergoldete hölzerne Baldachin wurde um 1747 von Ferdinando Fuga (1699–1781) gefertigt.
Die Rückseite des Kirchenraumes wird komplett von der Orgel eingenommen, die von Johann Conrad Werle im Jahre 1767 gebaut wurde. Die vergoldete Balustrade und die Holzfront der Orgel wurden im Rokoko-Stil von Bernardiono Mammucar, Francesco Michetti und Calo Pacilli ausgeführt. Über der Orgel ist in einem Glasfenster die Bußfertige Magdalena von Gabriel und Lois Gesta di Tolosa aus dem letzten Jahrzehnt des 19. Jahrhunderts dargestellt.
Die Kanzel wurde 1937 aus mehrfarbigem Marmor hergestellt.

## Rechte Seite

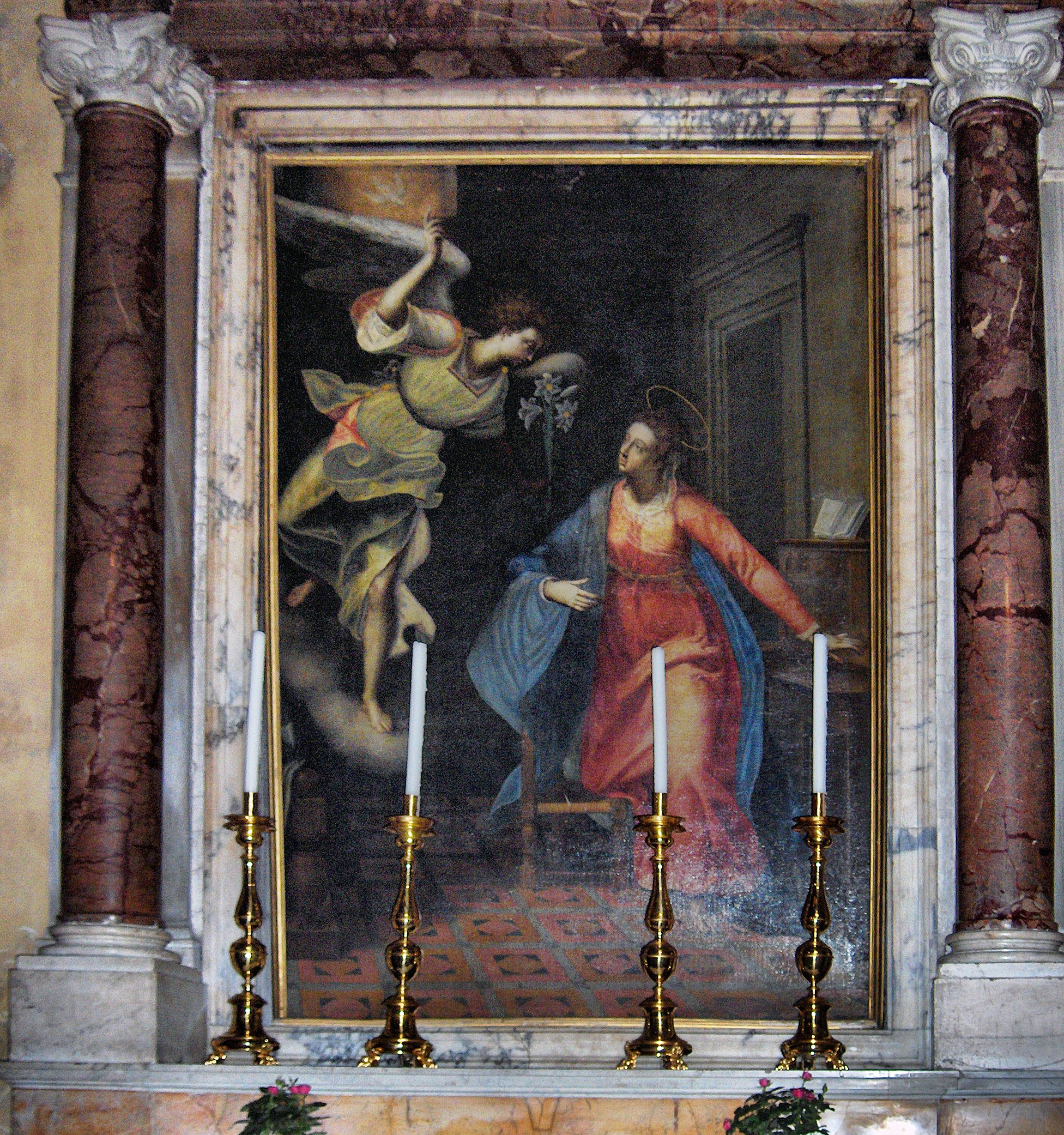
Mariä Verkündigung von Ottavio Lioni

- Die Kapelle der Heiligen Familie stammt aus dem Jahr 1854. Das Altarbild von Pietro Gagliardi (1809–1890) zeigt die Heilige Familie in Jerusalem. An der rechten Wand befindet sich das Marmorgrabmal mit einer Büste von Luigi Greppi († 1673), der ein vorbildliches Mitglied der Bruderschaft des Heiligen Sakraments war. Auf der linken Seite des Altars steht eine Statue des Heiligen Raimund Nonnatus, der laut Hagiographie zum Kardinaldiakon dieser Kirche ernannt wurde, aber auf dem Weg nach Rom starb.
- Die Dekoration der Kapelle der Verkündigung wurde 1874 fertiggestellt. Der Altar stammt aus dem 17. Jahrhundert und ist mit zwei Säulen aus Korallen-Brekzien und einem Altarbild von Ottavio Leoni (oder Lioni) (1578–1630), das die Verkündigung darstellt, ausgestattet.
- Die Kapelle des Heiligsten Herz Jesu wurde zwischen 1934 und 1937 von Corrado Mezzana (1890–1952) restauriert, der das Altarbild mit dem Heiligsten Herz Jesu, an der linken Wand das Gemälde Das letzte Abendmahl und an der rechten Wand Christus am Kreuz und der Heilige Longinus, der sein Herz durchdringt, hinzufügte.
- Das rechte Querschiff enthält auf der linken Seite ein Gemälde des Heiligen Hieronymus und auf der rechten Seite das Treffen zwischen der Heiligen Jungfrau und Elisabeth, die von Jacopo Zoboli gemalt wurden. Die großen hölzernen Beichtstühle stammen von Corado Bezzana.

## Linke Seite

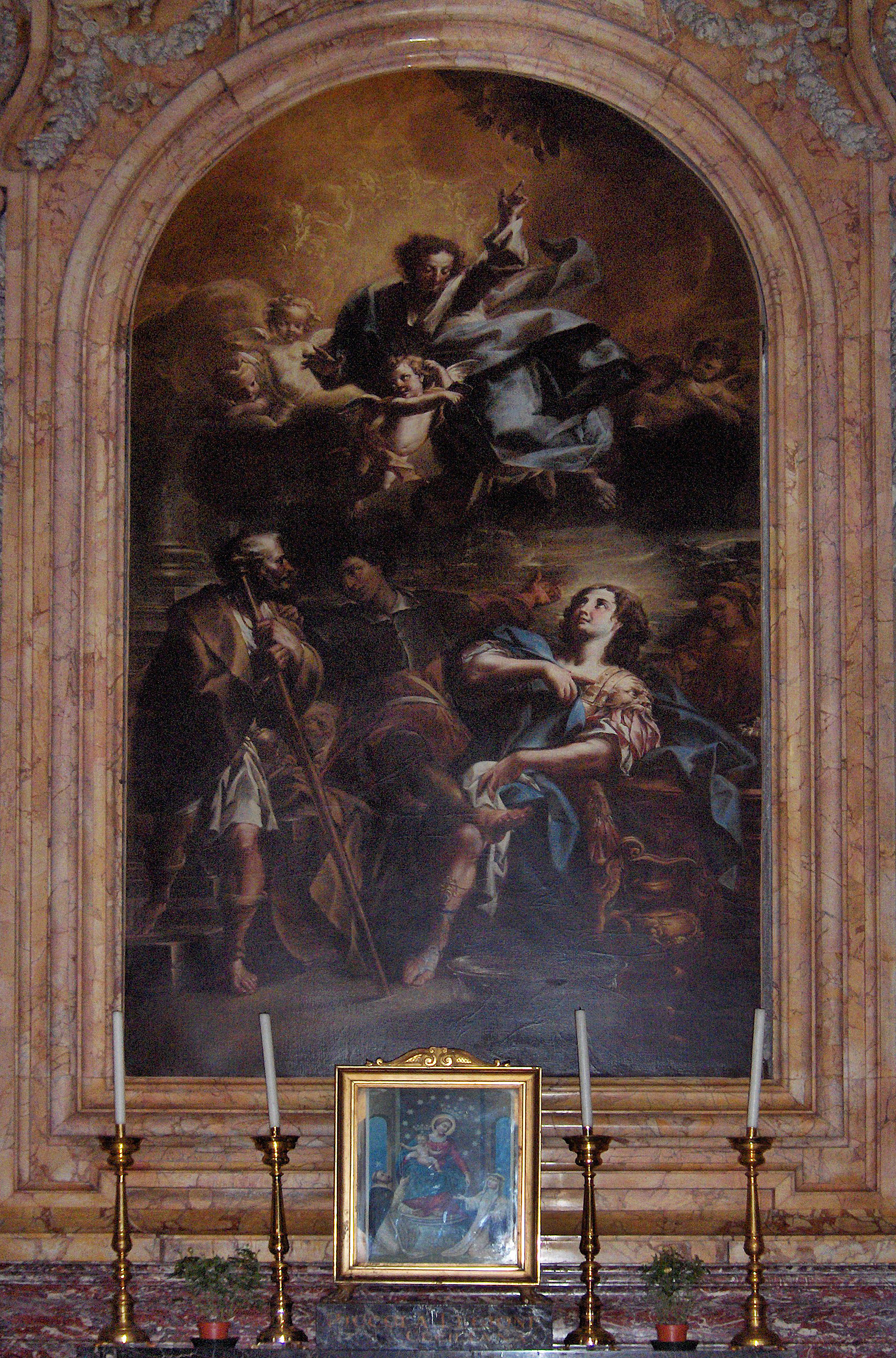
„Julianus Hospitator“ von Biagio Puccini

- Das Baptisterium befindet sich neben dem Eingang. Auf dem Glasfenster ist Die Taufe Jesu dargestellt. Die Taufschrift stammt aus dem 16. Jahrhundert.
- Die Kapelle des Heiligen Julianus Hospitator wurde 1706 renoviert. Auf dem Altarbild von Biagio Puccini (1675–1721) ist der Heilige dargestellt, wie er einen Aussätzigen heilt und einen alten Pilger begrüßt. Das Fresko an der Decke heißt Der ewige Vater.
- Die Kapelle des Erzengels Michael, die zwischen 1716 und 1719 fertiggestellt wurde, ist die größte Kapelle der Kirche. Das Altarbild von Giovanni Bigatti (1774–1817) ist eine Darstellung des Erzengels Michael, wie dieser über den Satan triumphiert. Auf den Gemälden neben dem Altar sind der Heilige Raimund Nonnatus und die Heilige Franziska von Rom dargestellt. An der linken Wand befindet sich das Grabmal von Teresa Tognoli Canale (1807) und an der rechten Wand ein von Lorenzo Ottoni erstelltes Grabmal von Silvio Cavalleri († 1717), dem Privatsekretär der Päpste Innozenz XII. und Clemens XI.
- Die Kapelle des Unbeflecktes Herz Mariä wurde ab 1771 vom Architekten Melchiorre Passalacqua und um 1800 vom Bildhauer Agostion Penna renoviert. Neben dem Altar stehen zwei Marmorsäulen in verde antico. Das ovale Gemälde des Unbefleckten Herzens Mariä ist eine Kopie eines Gemäldes von Giovanni Battista Casanova aus dem Jahre 1848. An der linken Wand hängt eine Kopie des Gemäldes Die Flucht nach Ägypten von Étienne de la Vallée Poussin (1774). Auf der rechten Seite ist Die Heilige Familie (1774) von Tommaso Conca (1734–1822) dargestellt. Das Fresco an der Decke heißt Die Verkündigung.
- Das linke Querschiff enthält eine Statue des Unbefleckten Herzens Mariä (zweite Hälfte des 20. Jahrhunderts)
- Die Kreuzkapelle enthält das Grab von Don Pirro Scavizzi (1884–1964), dem Pfarrer dieser Kirche von 1919 bis 1932, dessen Seligsprechung vorbereitet wird.

## Kardinaldiakone
Ungefähr seit dem Jahr 600 ist Sant’Eustachio Titeldiakonie. Aktueller Titelträger ist seit dem 7. Dezember 2024 Rolandas Makrickas.
Für die übrigen Titelträger siehe: Liste der Kardinaldiakone von Sant’Eustachio